# Telmo Zarra
Telmo Zarraonandia Montoya (20. ledna 1921, Erandio – 23. února 2006, Bilbao), známý jako Zarra, byl slavný španělský fotbalový útočník baskického původu.
Zemřel na infarkt ve věku 85 let.
Na jeho počest uděluje sportovní deník Marca Trofeo Zarra pro nejlepšího střelce domácí ligy španělské národnosti.

## Klubová kariéra
Po jedné sezóně odehrané v barvách domovského klubu Erandio se stal v roce 1940 posilou Athleticu Bilbao, v jehož barvách se stal kanonýrem. Celkem šestkrát vyhrál Trofeo Pichichi pro nejlepšího střelce nejvyšší španělské soutěže. Nastřílel nejvíce branek ve španělské nejvyšší lize Primera División, celkem 251, tento výkon překonal až 22. listopadu 2014 argentinský fenomenální fotbalista Lionel Messi ve službách FC Barcelona.

V poháru zaznamenal dalších 81 branek. V sezóně 1950-1951 nastřílel 38 branek, což byl rekord nejvyšší soutěže později vyrovnaný Hugem Sánchezem a až v sezóně 2010/11 překonaný Cristianem Ronaldem. V roce 1943 vyhrál jeho Athletic Bilbao titul mistra ligy.
Celkem pětkrát, v letech 1943, 1944, 1945, 1950 a 1955, byl členem vítězného mužstva ve finále španělského poháru (tehdy Copa del Generalissimo). V roce 1950 zaznamenal ve finále proti Realu Valladolid čtyři branky a překonal tím rekord soutěže.

## Reprezentační kariéra
Za španělskou reprezentaci přesto nastoupil jen dvacetkrát, přičemž ale dal dvacet reprezentačních gólů. V zápase proti Švýcarsku 18. února 1951 zaznamenal při výhře 6:3 čtyři španělské góly. Byl také střelcem vítězného gólu proti Anglii ve finálovém turnaji mistrovství světa 1950 (výhra 1:0).